# Metre cúbic per segon
Un metre cúbic per segon (símbol: m³/s o m³·s−1) és una unitat de flux derivada del Sistema Internacional d'Unitats, equivalent a un cub d'un metre de longitud de costats, intercanviat o en moviment cada segon. S'utilitza generalment per mesurar el flux d'aigua, especialment de rius i rierols, i per mesurar el flux d'aire.

## Conversions
1 metre cúbic per segon és equivalent a:
- 1.000 litres per segon
- 157 1⁄2 braces cúbiques per segon
- 264.172051 galons per segon
- 35.314454 peu cúbic per segon
- ca 1.305 iarda cúbica per segon
- 86.4 ML/day megalitres per dia
- 31,536,000 metres cúbics per any
- 1,113,676,621 peu cúbic per any
- 0.007565843 milla cúbica per any